# 노계현
노계현(1970년 5월 17일 ~ )은 한국의 남자 성우다. 1999년 MBC 15기 공채 성우로 데뷔했다.

## 출연작품

### 방송
- 월리를 찾아라(MBC) - 우프
- 잠수함707(MBC)
- 영상기록 병원 24시(KBS) - 나레이션
- 생방송 세상의 아침(KBS) - 나레이션
- 다큐멘터리 드라마 격동 50년(MBC)
- 만화열전-레드문(MBC)
- 만화열전-마스카(MBC) - 스승
- 만화열전-열혈강호(MBC)
- 만화열전-호텔 아프리카(MBC) - 아론, 제임스 프랭스, 학생, 경찰, 요원
- 사람 사는 세상(MBC)
- R.O.D(애니원)
- 마탐정 로키 라그나로크(애니원) - 그린 부르스티
- 아이실드21(챔프) - 쥬몬지 카즈키 / 타카미 이치로
- 택틱스(애니맥스) - 와타나베 스에키치노부 / 에드워드
- 사이버 포뮬러 사가(애니박스) - 레온 / 프란첼
- 서몬마스터즈 블루드래곤(챔프) - 길리엄
- 헌터X헌터(애니원) - 브하라
- 피규어 17(챔프) - 아저씨
- 최종병기 그녀 OVA(애니박스) - 가와바나
- 슈퍼로봇대전 OVA(애니박스) - 테츠야
- 인랑(애니박스)
- 사쿠라대전 앵화현란 OVA(애니박스) - 오오가미
- 침묵의 함대(애니박스) - 미드
- 사이버 포뮬러 더블원(애니박스) - 프란츠 하이넬 / 나카자와
  - 사이버 포뮬러 Zero(애니박스) - 프란츠 하이넬
  - 사이버 포뮬러 SAGA(애니박스) - 프란츠 하이넬 / 레온 안하트
- 펌프킨 시저스(애니맥스) - 레오닐
- 데스노트(애니원) - 선생님 / 회원 / 남자
- 조이드 신세기제로(챔프) - 폭주족
- 극상학생회(챔프) - 배달원 / 경호원

### 영화/외화
- 007 옥토퍼시(MBC)
- 유로파 유로파(MBC)
- 상성 : 상처받은 도시(MBC) - 경찰(담준언)
- 브링 잇 온(MBC)
- 프로젝트 B(MBC) - 테러리스트(히디다카 마츠다)
- 쉬즈 더 맨(MBC) - 토비(브랜던 제이 매클래런)
- 마스크 오브 조로(MBC)
- 리플레이스먼트 킬러(MBC)
- 위트니스(MBC)
- 영웅신탐(MBC)
- 보통 사람들(MBC)
- 비욘드 랭군(MBC)
- 어비스(MBC)
- 무인 곽원갑(MBC) - 진사부의 대자(향좌)
- 나쁜 녀석들(MBC)
- 어느 멋진 날(MBC)
- 브룩 쉴즈의 사하라(MBC)
- 당신에게 일어날 수 있는 일(MBC)
- 러시아워(MBC)
- 시빌 액션(MBC) - 아우피에로 (데이비드 손턴) 역
- 사선에서(MBC)
- 사랑과 영혼(MBC)
- 포트리스2(MBC)
- 구름 속의 산책(MBC)
- 디레일드(MBC)
- 머나먼 여정(MBC) - 산림 경비원(마크 L. 테일러)
- 빅 대디(MBC) - 체인점 손님(닐 허프)
- 클리프행어(SBS)
- 유니버셜 솔져 - 그 두 번째 임무(MBC)
- 007 네버 다이(MBC) - 해군 전함 선원(앤드류 호킨스)
- 중안조(MBC) - 조직원(황지위)
- 스톰 캐쳐(MBC)
- CSI 뉴욕(MBC)

### 특촬물
- 가면라이더 디케이드(챔프) - 무츠키 역
- 가면라이더 블레이드(챔프 / 애니원) - 무츠키 / 가면라이더 렝겔 / 스파이더 언데드 (10화) 역
- 가면라이더 파이즈(투니버스) - 요시마 / 아키 / 오르페노크
- 초성신 그란 세이저(챔프) - 소리마치 마코토 역

### 광고
- LG생활건강 드봉비누
- 레뗌

### 라디오 광고
- 노동부 남녀고용평등 캠페인
- 엔리치빌 아파트

## 같이 보기
- 문화방송 성우극회